# ديفيد آرثر إيفانز
ديفيد آرثر إيفانز هو سياسي كندي، ولد في 10 فبراير 1915، وتوفي في 14 ديسمبر 1989 في كندا. حزبياً، نشط في حزب أونتاريو المحافظ التقدمي. وقد انتخب عضو برلمان مقاطعة أونتاريو.